# Тараруа
Тараруа (англ. Tararua Range) — горный хребет на Северном острове Новой Зеландии.
Хребет расположен в южной части острова на территории регионов Веллингтон и Манавату-Уангануи. К югу от Тараруа расположены долина реки Хатт и хребет Ремутака, к северу — хребет Руахине, отделённый от Тараруа ущельем Манавату. Вместе Ремутака, Тараруа и Руахине составляют горную цепь, протянувшуюся от Веллингтона до Ист-Кейпа.
Протяженность Тараруа — около 80 км, от Веллингтона до Палмерстон-Норта. 15 пиков хребта превышают 1500 м над уровнем моря. Высшая точка — Пукеамоамо/Митре (1571 м). Хребет образовался около 10 млн лет назад на месте плоской низменной области. Последующая эрозия способствовала формированию современных параллельных хребтов, разделённых глубокими речными долинами.
Западные склоны хребта подвержены преобладающим ветрам со стороны пролива Кука, переносящим влагу, количество атмосферных осадков достигает 5000 мм в год. Здесь преобладают хвойные, папоротники и кустарники. На восточной, более сухой, стороне преобладают лиственные леса. Лес в северной части хребта Тараруа в основном состоит из местных лесов тава. На юге широко распространены такие виды, как бук. Вдоль западных склонов хребтов, обращенных к Тасманову морю, доминируют смешанные местные виды, такие как риму, матаи, тотара и ногоплодник дакридиевидный. В высотных областях Тараруа зимой может образовываться устойчивый снежный покров, тогда как в Палмерстон-Норте или Веллингтоне само выпадение снега — весьма редкое явление.
В горах Тараруа на территории площадью около 115 тыс. га в 1954 году был образован одноимённый лесной парк, первый лесной парк страны.
Хребет Тараруа популярен среди любителей пешего туризма. Ежегодно горы посещают 120-150 тыс. человек.